# Goldstreifen-Kardinalbarsch
Der Goldstreifen- oder Gelbstreifen-Kardinalbarsch (Ostorhinchus cyanosoma, Syn.: Apogon cyanosoma) ist ein Schwarmfisch aus der Familie der Kardinalbarsche (Apogonidae).
Er lebt im Roten Meer und im Indopazifik, von Mosambik bis zu den Ryūkyū-Inseln und Tonga in flachem Wasser von einem bis zwölf Metern Tiefe. Tagsüber hält er sich zwischen astförmigen Steinkorallen und Seeigelstacheln versteckt, um in der Dämmerung nach Zooplankton zu jagen. 

## Merkmale
Goldstreifen-Kardinalbarsche werden maximal acht Zentimeter lang, bleiben meist aber bei einer Länge von sechs Zentimeter. Ihre Rückenflosse ist deutlich in einen hart- und einen weichstrahligen Teil getrennt. Sie wird von acht Stacheln und neun Weichstrahlen gestützt, bei der Afterflosse sind es 2 Stacheln und acht Weichstrahlen. Die Fische sind von silberblauer Grundfarbe und zeigen sechs gelb-orange Längsstreifen. Die mittleren Streifen enden in einem rötlichen Punkt auf der Schwanzflossenbasis.

## Fortpflanzung
Wie alle Kardinalbarsche sind die Goldstreifen-Kardinalbarsche Maulbrüter. Die Balz dauert vier bis fünf Stunden. Dann legt das Weibchen in nur fünf Sekunden einen großen, weißen Eiballen, der von Männchen sofort ins Maul genommen wird und bis zum Schlupf der Larven nach etwa acht Tagen dort verbleibt. Im Aquarium wurde beobachtet, dass sich die jeweiligen Weibchen immer in der Nähe der Männchen aufhalten. Die schlüpfenden Larven sind etwa einen Millimeter lang. 